# Villeneuve-de-Rivière
Villeneuve-de-Rivière è un comune francese di 1 592 abitanti situato nel dipartimento dell'Alta Garonna nella regione dell'Occitania.

## Società

### Evoluzione demografica
Abitanti censiti